# Mansfeldové
Mansfeldové byli původem německý hraběcí rod, později usedlý i v Čechách. 

## Historie rodu

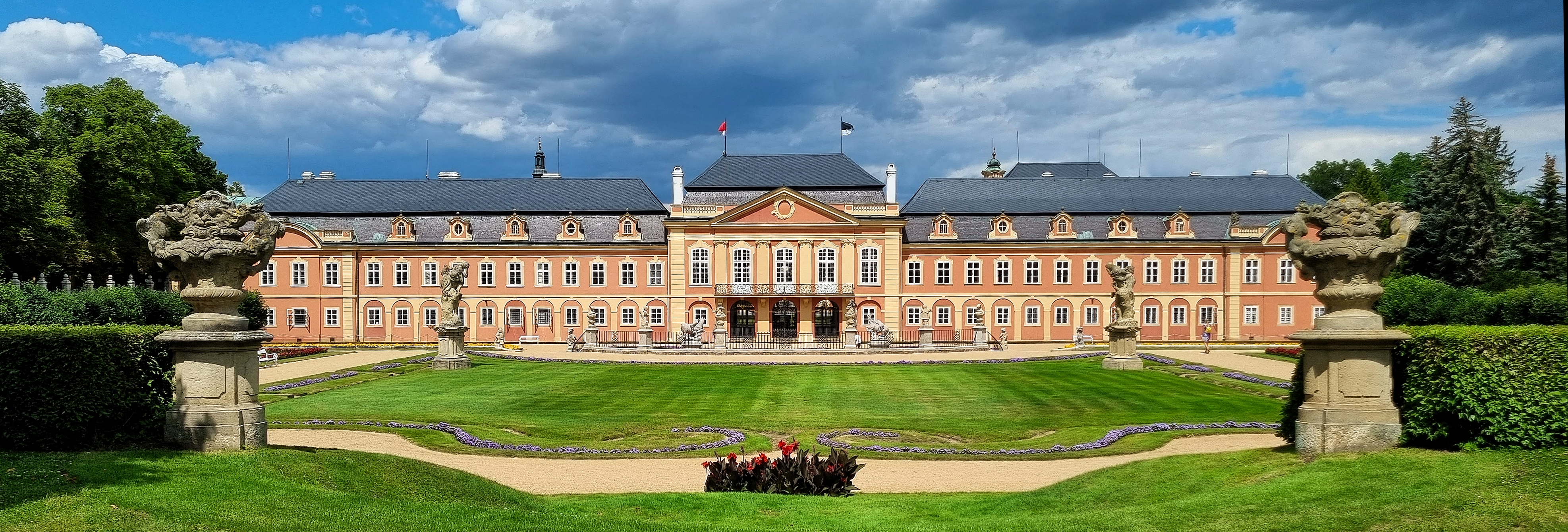
Zámek Dobříš

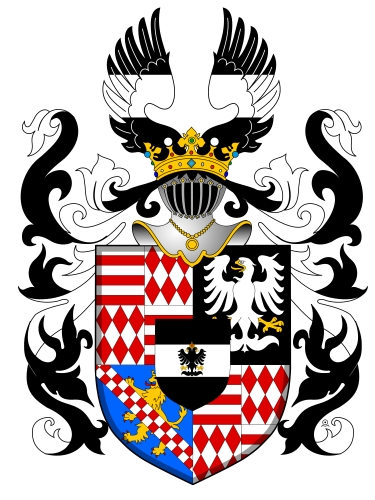
Alianční erb rodů Colloredo-Mansfeld

Poprvé doloženi jsou v roce 1050, kdy vlastnili panství Mansfeld. Roku 1069 je král Jindřich IV. povýšil na hrabata a získali Eisleben. Roku 1229 vymřel původní rod Mansfeldů po meči a jejich majetek i titul hrabat z Mansfeldu získali páni z Querfurtu.
Roku 1594 byl španělský místodržitel Lucemburska a Nizozemí Petr Arnošt I. z Mansfeld-Vorderortu povýšen na říšského knížete a roku 1696 získal tuto hodnost i rakouský polní maršál Jindřich František z Mansfeldu. Bruno III. z Mansfeldu získal roku 1630 panství Dobříš ve středních Čechách.
Roku 1780 rod opět vymřel po meči. Středoněmecká, již roku 1580 mediatizovaná léna byla rozdělena mezi Saské kurfiřtství a Prusko. Rodový majetek v Čechách připadl Colloredům, kteří se od té doby psali Colloredo-Mansfeld.

## Význačné osobnosti rodu
- Hoyer I. z Mansfeldu († 1115), polní maršál císaře Jindřicha V.
- Albrecht VII. z Mansfeldu (1480–1560), signatář Confessio Augustana
- Petr Arnošt I. z Mansfeldu (1517–1604), španělský královský místodržící v Lucembursku a Nizozemsku
- Vollrad z Mansfeldu (1520–1578), žoldnéřský velitel v 16. století
- Gebhard z Mansfeldu (1524–1562), arcibiskup kolínský v letech 1558 – 1562
- Karel z Mansfeldu (1543–1595), vrchní velitel při dobytí ostřihomské pevnosti obsazené Turky
- Anežka z Mansfeldu (1551–1637), manželka kolínského kurfiřta a arcibiskupa Gebharda I. z Waldburgu
- Wolfgang z Mansfeldu (1575–1638), důstojník a diplomat
- Bruno III. z Mansfeldu (1576–1644), rytíř maltézského řádu, válečník, nejvyšší polní myslivec v habsburských službách, majitel panství Dobříš
- Petr Arnošt II. z Mansfeldu (někdy uváděn jen jako Arnošt Mansfeld, 1580–1626), vojevůdce ve třicetileté válce
- Filip z Mansfeldu (1589–1657), 1633 rakouský polní maršál
- Jindřich František z Mansfeldu (1640/41–1715), rakouský diplomat, polní maršál a předseda dvorské válečné rady, kníže z Fondi, 1696 říšský kníže

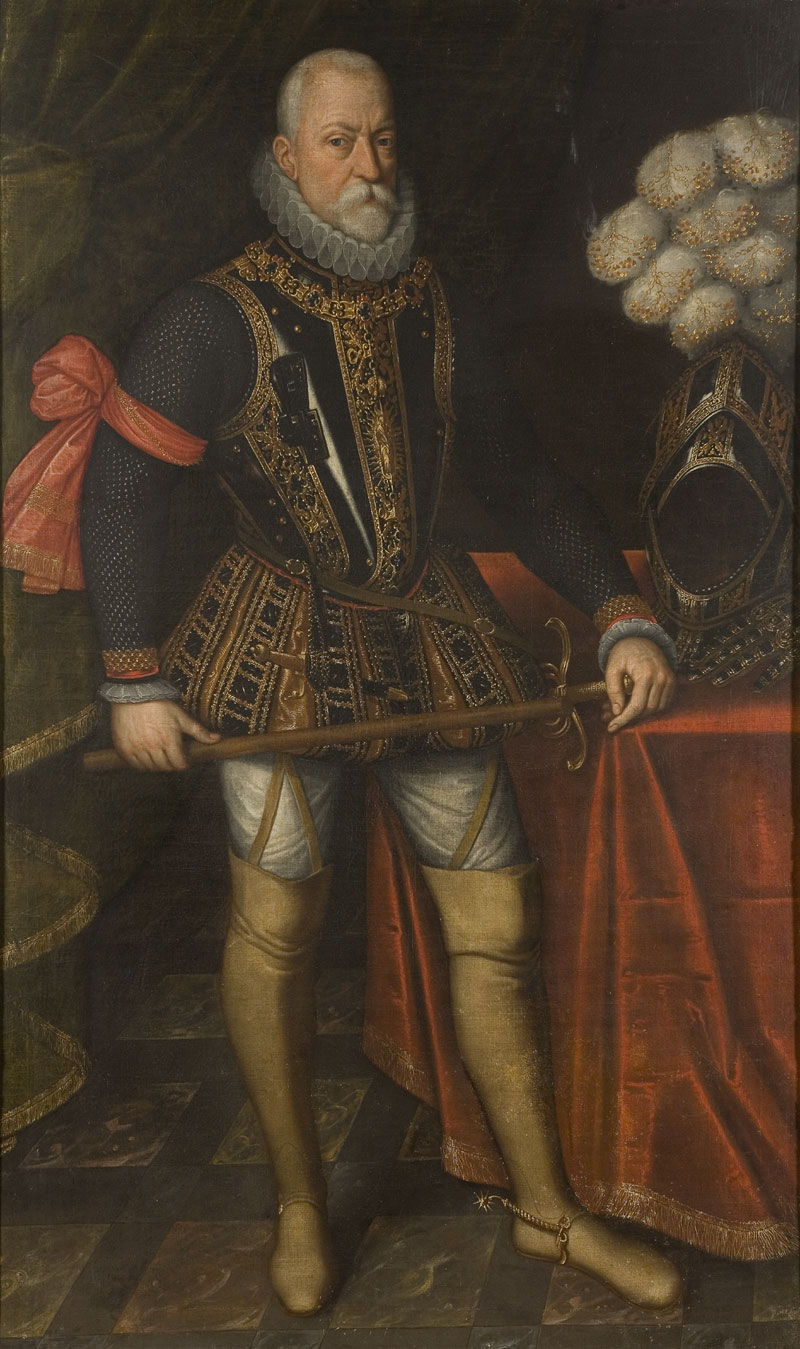
Kníže Petr Arnošt I. z Mansfeldu (1517–1604), španělský místodržící v Lucembursku a v Nizozemsku
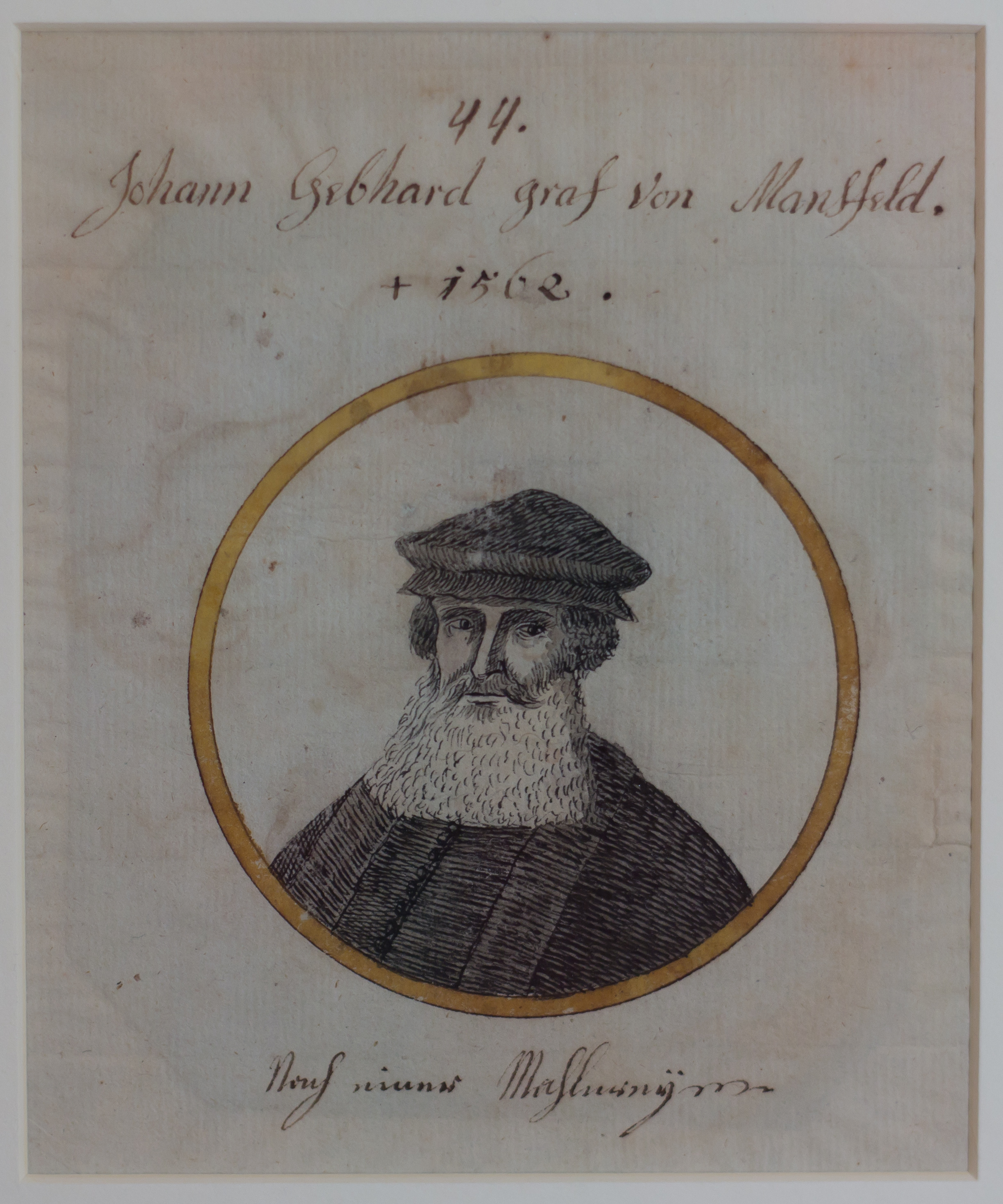
Gebhard z Mansfeldu (1524–1562), arcibiskup a kurfiřt kolínský, bratr Petr Arnošta I.
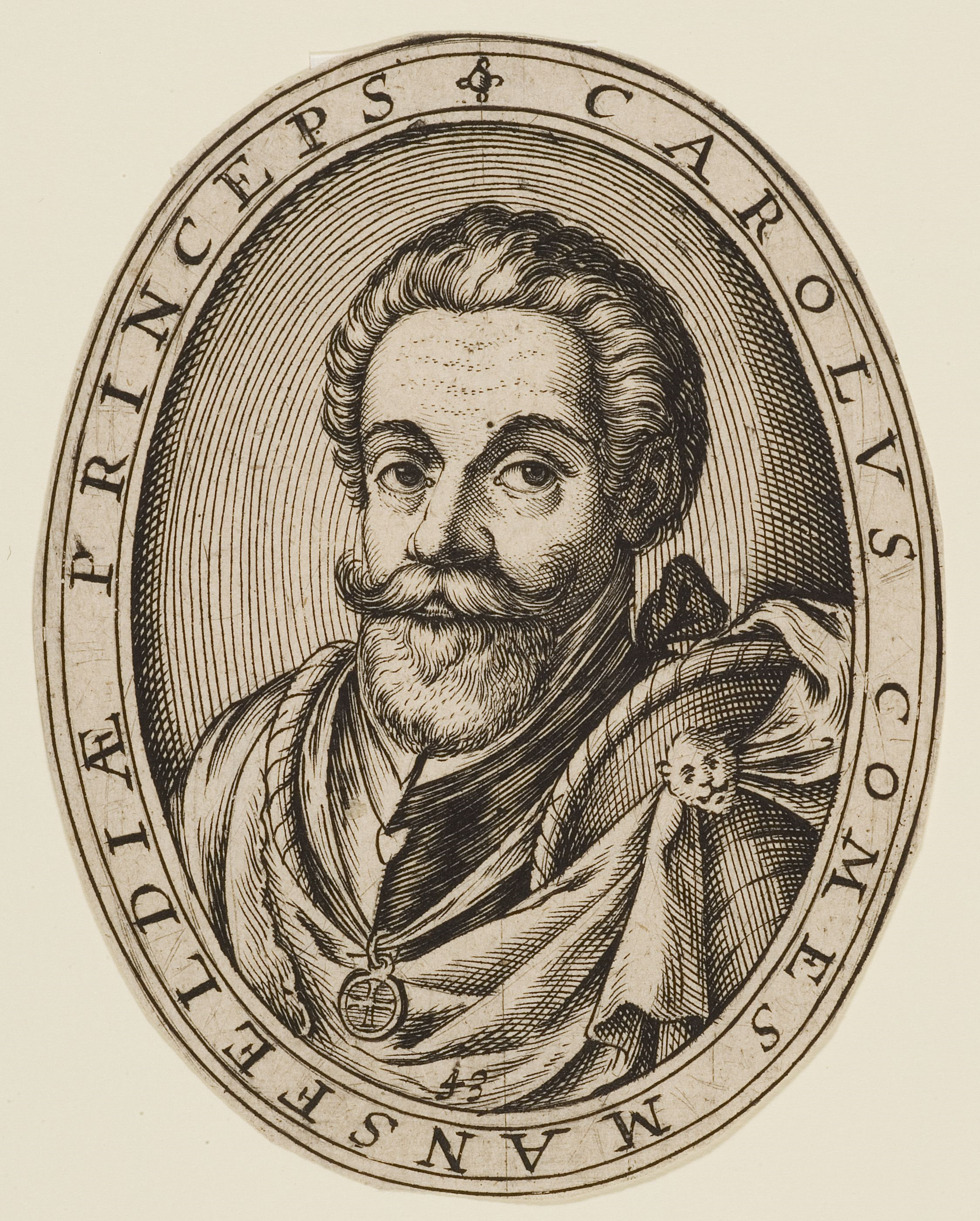
kníže Karel z Mansfeldu (1543–1595), General, syn Petra Arnošta I.
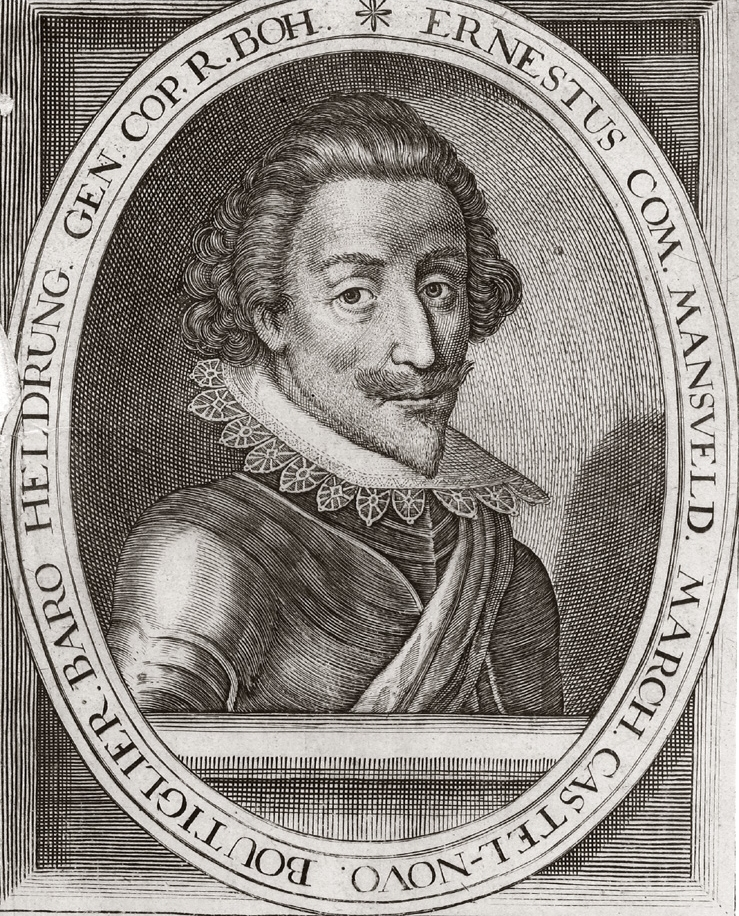
Petr Arnošt II. z Mansfeldu (1580–1626), žoldnéřský velitel, syn Petra Arnošta I.
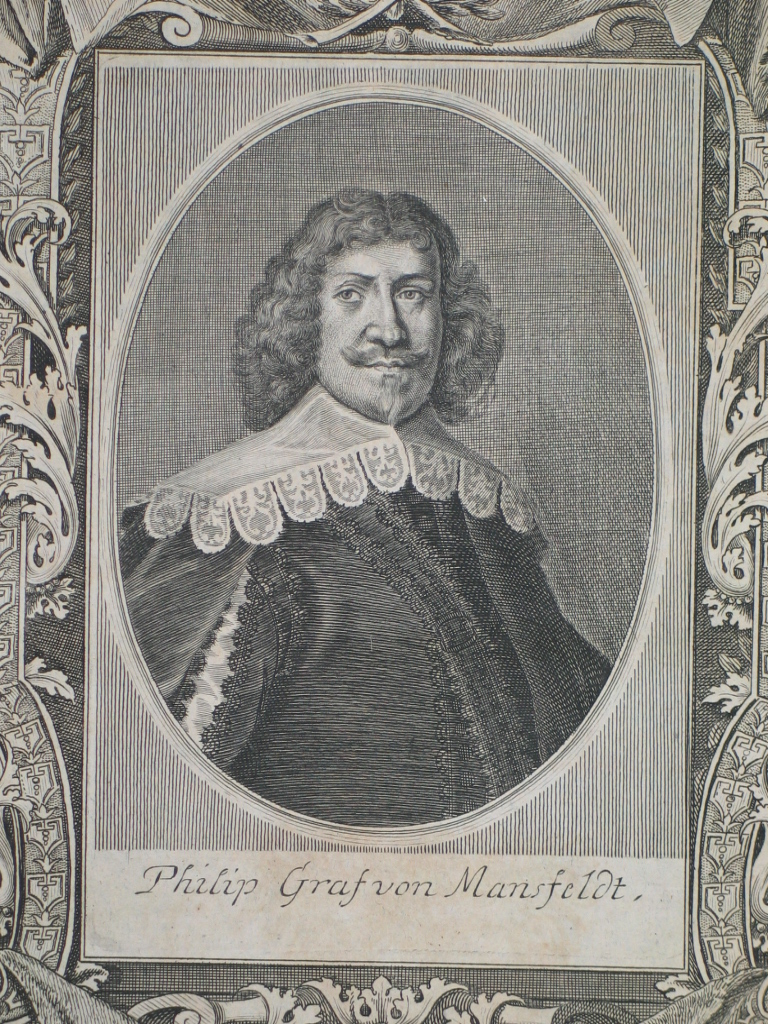
Filip z Mansfeldu (1589–1657), polní maršál